# Mulavukad
Mulavukad é uma vila no distrito de Ernakulam, no estado indiano de Kerala.

## Demografia
Segundo o censo de 2001, Mulavukad tinha uma população de 22 845 habitantes. Os indivíduos do sexo masculino constituem 49% da população e os do sexo feminino 51%. Mulavukad tem uma taxa de literacia de 86%, superior à média nacional de 59,5%: a literacia no sexo masculino é de 87% e no sexo feminino é de 84%. Em Mulavukad, 11% da população está abaixo dos 6 anos de idade.